# BioBach-Music Könyv- és Zeneműkiadó
A BioBach-Music Könyv- és Zeneműkiadó Bt.-t Schweigert György és Ábrahám Márta előadóművészek alapították 2017-ben Budapesten.

## Székhelye
1037 Budapest, Farkastorki lejtő 2/C

## Profilja
Profiljába művészeti kiadványok, CD-k, könyvek (különösen Johann Sebastian Bach szólószonátáinak és partitáinak elemzésével foglalkozó, igényes kivitelezésű munkák) kiadása tartozik.

## Kiadványai

### Könyv
- Ábrahám Márta: Chaconne-kézikönyv (I-II) "Útmutató Johann Sebastian Bach d-moll partita (BWV 1004) Chaconne tételének elméleti és gyakorlati tanulmányozásához" (2023)
- Márta Ábrahám: Chaconne Handbook (I-II) "A Theoretical and Practical guide to the Chaconne from Johann Sebastian Bach`s Partita in d-minor BWV 1004" (2023)
- Dukay Barnabás - Ábrahám Márta: Részletek az örökkévalóságból (2017)
- Dukay Barnabás - Ábrahám Márta: Excerpts from Eternity (2017)

### CD
- Johann Sebastian Bach: d-moll Partita BWV 1004 (Ábrahám Márta - hegedű) 2017

### Kotta
- Johann Sebastian Bach: Fugue in A minor for Solo Violin BWV 1003 Volume III. (Ábrahám-Dukay, 2023)*Johann Sebastian Bach: Fugue in G minor for Solo Violin BWV 1001 Volume II. (Ábrahám-Dukay, 2021)
- Johann Sebastian Bach: Fugue in C major for Solo Violin BWV 1005 Volume I. (Ábrahám-Dukay, 2020)
- Johann Sebastian Bach: Ciaccona BWV 1004 (gyakorló kotta, Dukay-Ábrahám) (2017)
- Johann Sebastian Bach: Ciaccona BWV 1004 (kottatekercs, Dukay-Ábrahám) (2017)

## Külső hivatkozások
- A kiadó honlapja
- Recenzió_kortarsonline.hu/
- Új fejezet nyílik Bach szólóhegedűre írt műveinek megközelítésében
- http://zene-kar.hu/2017/11/23/dukay-barnabas-es-abraham-marta-reszletek-az-orokkevalosagbol-cimu-konyvenek-ismertetese/ Archiválva 2017. december 22-i dátummal a Wayback Machine-ben